# Obelisco de Montecitório
Obelisco de Montecitorio (em italiano:  Obelisco di Montecitorio), conhecido como Obelisco Solar (em italiano:  Obelisco Solare), é um obelisco de granito vermelho do Antigo Egito, erigido pelo faraó Psamético II (r. 595–589 a.C.) em Heliópolis. Levado para Roma com o Obelisco Flamínio em 10 a.C. pelo imperador Augusto, foi utilizado como gnomon do Solário de Augusto, está atualmente na Piazza Montecitorio. Tem atualmente 21,79 metros de altura ou 33,97 metros se considerarmos a base e o globo no topo.

## História

### História inicial
Augusto mandou erigi-lo como gnomon de seu solário, um relógio de sol (em latim: horologium), no Campo de Marte. O obelisco, servindo de meridiano projetado pelo matemático Facôndio Novo, foi colocado no centro de uma superfície de 160 x 75 metros construída com lajes de travertino na qual os quadrantes estavam marcados com letras de bronze, com indicações de horas, meses, estações do ano e signos do zodíaco. Além de sua função como relógio solar, o obelisco estava orientado de forma a lançar sua sombra no Altar da Paz (Ara Pacis) em 23 de setembro, o aniversário de Augusto, mesmo dia do equinócio de outono.
Uma descrição detalhada que nos fornece uma tipologia, aparência e procedimentos formais de operação deste imponente meridiano solar está na obra de Plínio, o Velho. Na base do obelisco, em dois dos lados, está a seguinte inscrição:
| Latim: Imp. Caesar divi fil. Augustus pontifex maximus imp. XII cos XI trib pot XIV Aegypto in potestatem populi romani redacta soli donum dedit. | Português: Imperador, filho do divino César, Augusto, Pontífice Máximo, imperador pela décima-segunda vez, cônsul pela décima-primeira vez, tribuno pela décima-quarta vez, tendo subjugado o Egito, ao poder do povo romano, dedicou esta dádiva ao sol. |

Porém, de acordo com Plínio, o horológio original parou de funcionar trinta anos depois de sua construção, ou seja, por volta da década de 40 d.C..

### História posterior

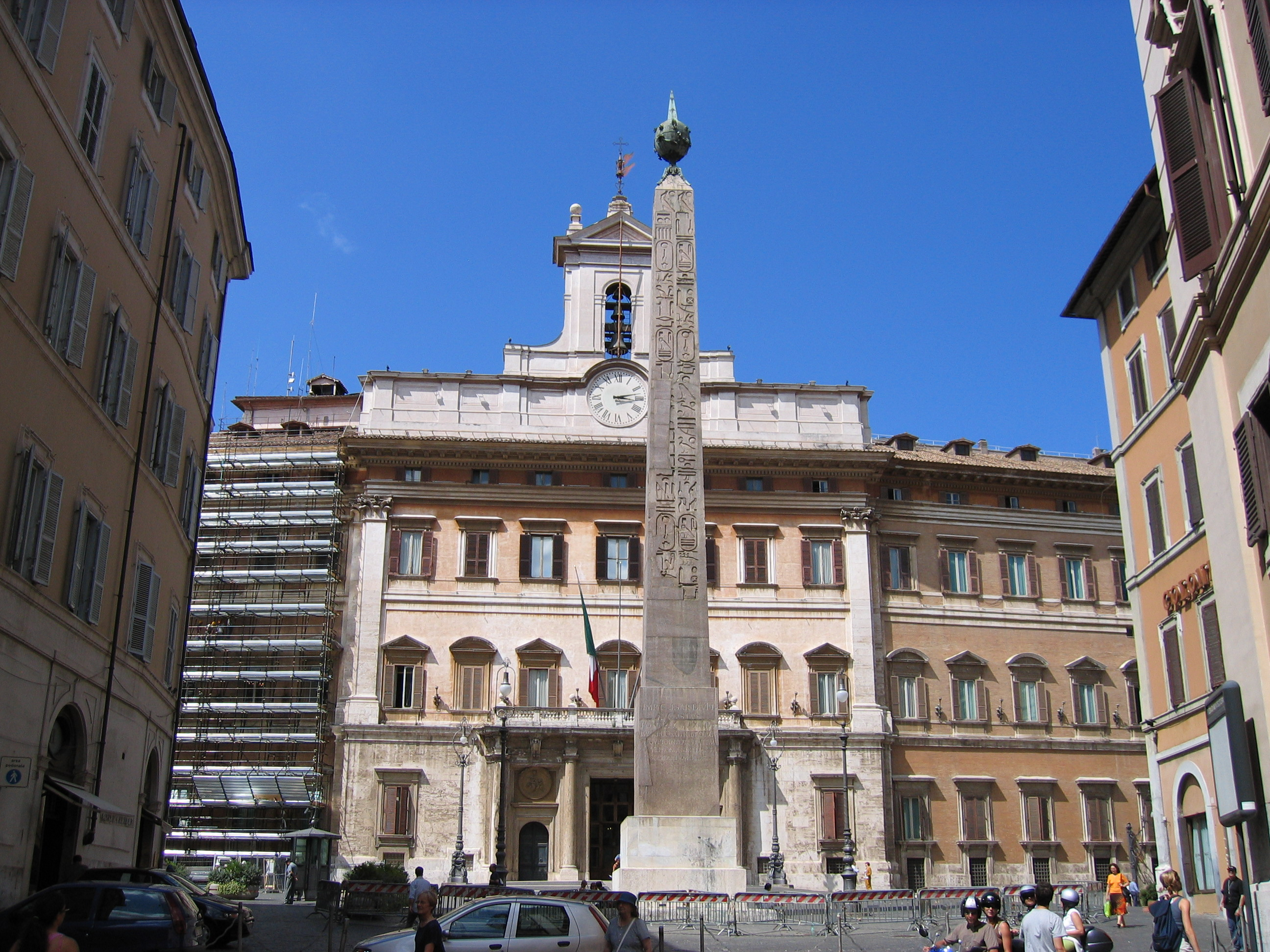
Obelisco de Montecitório.

Entre os séculos IX e XI, provavelmente por causa de incêndios, terremotos (incluindo o de 849) ou guerras (como o saque de Roma de 1084 por Roberto Guiscardo), o obelisco ruiu e gradativamente foi sendo enterrado. O papa Sisto V (r. 1520-1590) tentou algumas vezes reparar e reerguer o obelisco, ajuntando alguns pedaços que haviam sido encontrados em 1502 num porão perto do Largo dell'Impresa, a moderna Piazza del Parlamento. Depois de algumas fracassadas tentativas, alguns traços do obelisco foram recuperados durante o pontificado do papa Bento XIV em 1748, que os encontrou sob a entrada principal da Piazza del Parlamento. O obelisco e o meridiano não estavam originalmente na posição em que foram re-erigidos pelos papas, mas no espaço atrás da Curia Innocenziana, o atual Palazzo Montecitorio. Abaixo de um estábulo numa rua do Campo de Marte, uma pedaço do meridiano foi escavado, com marcações de vários meses em letras gregas gravadas em lajes de travertino. Já se supôs ainda que outro fragmento esteja embutido num mosaico ainda visível na fundação de San Lorenzo in Lucina.
Entre 1789 e 1792, o papa Pio VI realizou grandes obras para restaurar o obelisco que, depois, foi reerguido e restaurado como relógio solar. A direção das obras foi encarregada ao arquiteto Giovanni Antinori, que restaurou o obelisco utilizando granito retirado da Coluna de Antonino Pio, cuja base, com seu famoso relevo, mostrando o obelisco solar como símbolo do "Campo de Marte", ainda está nos Museus Vaticanos.
No novo layout da Piazza Montecitorio (inaugurada em 7 de junho de 1998), um novo meridiano foi traçado no pavimento em homenagem ao meridiano de Augusto, apontando diretamente para a entrada principal do Palazzo Montecitorio. Infelizmente, a sombra do obelisco não aponta precisamente na direção pretendida e sua função gnomônica definitivamente se perdeu.